# Party Your Body (canção)
"Party Your Body" é o single de estreia do álbum Party Your Body, lançado pelo cantor de freestyle Stevie B em 1987. A canção teve grande sucesso nos clubes, o que resultou em um contrato da gravadora LMR com Stevie B, e que no ano seguinte viria a lançar seu álbum de estreia, também chamado Party Your Body.

## Faixas
E.U.A. 12" Single
| N.º | Título                        | Duração |  |
| 1.  | "Party Your Body" (Vocal)     | 5:20    |  |
| 2.  | "Party Your Body" (Vocal Dub) | 5:20    |  |
| 3.  | "Party Your Body" (Dub)       | 7:00    |  |

12" Single (1993)
| N.º | Título                                | Duração |  |
| 1.  | "Party Your Body 93" (Radio Active)   |         |  |
| 2.  | "Party Your Body 93" (Kopastetic Mix) |         |  |
| 3.  | "Party Your Body 93" (Party-Pella)    |         |  |

## Posições nas paradas musicais
| Parada musical (1987)                               | Melhor posição |
| --------------------------------------------------- | -------------- |
| Estados Unidos - Hot Dance Music/Club Play          | 40             |
| Estados Unidos - Hot Dance Music/Maxi-Singles Sales | 7              |
| Estados Unidos - Hot R&B/Hip-Hop Singles & Tracks   | 69             |